# First In – First Out
First In – First Out ist der Anglizismus für eine Reihenfolge, in der bestimmte Vorgänge zeitlich nacheinander abgearbeitet oder erledigt werden. Im Rechnungswesen wird so ein Verbrauchsfolgeverfahren genannt, in der Informatik sind es jegliche Verfahren der Speicherung, bei denen diejenigen Elemente, die zuerst gespeichert wurden, auch zuerst wieder aus dem Speicher entnommen werden.

## Etymologie
„First In – First Out“ (deutsch „der Reihe nach“) wird häufig abgekürzt mit FIFO und ist gleichbedeutend mit englisch First come, first served bzw. FCFS (deutsch „Wer zuerst kommt, mahlt zuerst.“).

## Rechnungswesen
FIFO ist im Rechnungswesen ein Verbrauchsfolgeverfahren zur Ermittlung der Anschaffungs- oder Herstellungskosten, bei dem unterstellt wird, dass die zuerst beschafften oder hergestellten Vermögensgegenstände (englisch first in) auch zuerst verbraucht oder veräußert werden (englisch first out). Diese Fiktion geht davon aus, dass sich die zuletzt erworbenen oder hergestellten Bestände auf Lager befinden.
Das Rechnungswesen kennt zudem noch zwei weitere Arten der Verbrauchsfolgeverfahren, nämlich das KIFO (englisch Konzern In – First Out) und das KILO (englisch Konzern In – Last Out). Sie besagen, dass die vom Konzernunternehmen erworbenen Gegenstände zuerst bzw. zuletzt verbraucht oder verkauft werden.

## Warenwirtschaft
Im Bereich der Warenwirtschaft ist FIFO das übliche Verfahren, weil die – von Perspektive des Periodenendes gesehen – ältesten (zuerst gelagerten) Bestände auch nach Möglichkeit zuerst verbraucht oder veräußert werden sollten (auch wegen Veralterung, Verderblichkeit). FIFO verringert somit auch das Lagerrisiko. Prinzipiell gilt, dass die im Wareneingang zuerst verbuchten Gegenstände auch zuerst in den Warenausgang gelangen. 
Bei der Lagerung von Schüttgütern wird das FIFO-Prinzip durch ein Silo nur annähernd erfüllt. Waren mit einem Mindesthaltbarkeitsdatum bzw. Verfalldatum werden in der Regel nach dem FEFO-Verfahren ausgelagert. Für nicht verderbliche Schüttgüter hingegen wird die kostengünstigere Lagerung in Halden angewendet, die nur wieder von oben abgetragen werden können, also nach dem LIFO-Verfahren betrachtet werden. Der Unterschied zwischen beiden Verfahren ist insbesondere für die Bestandsbewertung von Bedeutung.
Handelsrechtlich sind sowohl das FIFO- als auch das LIFO-Verfahren für die Bilanzierung zulässig (§ 256 Satz 1 HGB). Da jedoch lediglich LIFO steuerrechtlich angewendet werden darf (§ 6 Abs. 1 Nr. 2a EStG), ist dieses Verfahren in der Praxis weiter verbreitet.

## Informatik

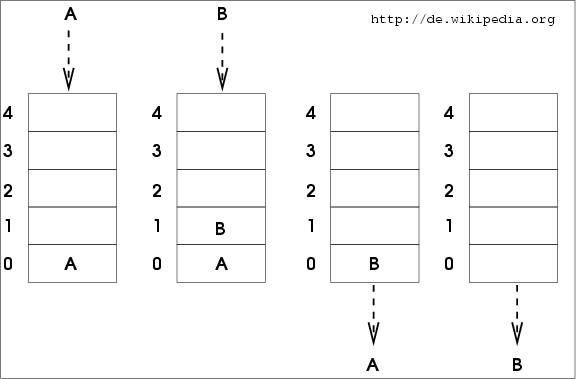
FIFO-Darstellung

FIFO bezeichnet eine Warteschlange bei Computern, aus der das am längsten wartende Element als Nächstes bearbeitet wird. FIFO ist eine spezielle Art, Daten abzulegen und wieder abzurufen. Die Warteschlange (englisch queue) in der Informatik beruht auf dem FIFO-Prinzip. Elemente werden in genau der Reihenfolge abgerufen, in der sie zuvor abgelegt wurden. Auf der Ebene des Betriebssystems werden Datenverbindungen, die nach dem FIFO-Prinzip organisiert sind, Pipes genannt.
Ein praktischer Bereich in der Informatik, in dem ein FIFO zum Einsatz kommt, sind Controller, insbesondere die serielle Schnittstelle (RS232-Port) bei Personal Computern. Der gepufferte Chip sorgt durch ein FIFO-Verfahren dafür, dass das erste an der seriellen Schnittstelle ankommende Byte als erstes durch Software im Rechner verarbeitet wird. Byte-Protokolle (wie etwa durch eine Maus) bleiben so für „Leser“ (Treiber) wie „Schreiber“ (Maus) linear äquivalent. Ebenso gilt dies für den Tastaturpuffer.

## Produktionstechnik

Abhängigkeiten von mehreren Prozessen

In der Produktionstechnik/Produktionssteuerung wird FIFO verwendet, um zwei Prozesse miteinander zu verknüpfen. Verknüpfen bedeutet hier, der Nachfolgeprozess steuert den Vorgängerprozess, ohne dass irgendwelche ERP-Tools (Enterprise Resource Planning) benötigt werden. Hintergrund ist, wie in der Definition schon erwähnt, dass jene Ware, die zuerst im Zulauf gelagert wird, auch als erste verbraucht wird.
Die Lagerung der Ware bezieht sich allerdings nur auf kurze Zeiträume. In der Regel wird die Versorgungssicherheit der Nachfolgeprozesse sichergestellt, sodass diese keinen Stillstand erleiden. Angewandt wird diese Systematik, wenn der Lieferprozess schnellere Taktzeiten ausführt als der Nachfolgeprozess und diese auch nicht direkt miteinander verkettet werden können, oder wenn der Lieferprozess für mehrere Produkte benötigt wird.